# USS Pensacola (LSD-38)
Pour les autres navires du même nom, voir USS Pensacola.
L'USS Pensacola (LSD-38) est un Landing Ship Dock (LSD) de classe Anchorage-class dock landing ship (en) de l'United States Navy. Il est construit au chantier naval Fore River de Quincy, lancé en 1970 et mise en service en 1971. Le navire est transféré en 1999 à la Marine de la république de Chine sous le nom de ROCS Hsu Hai (LSD-193). C'est le seul navire de débarquement de type LSD de la marine taïwanaise
Il peut transporter :  2 LCAC ou 6 LCU ou 18 LCM.